# مسلی (دهانه)
مسلی یک دهانه برخوردی در ماه‌ است.

## دهانه‌های اقماری
این دهانه ۲ دهانه اقماری دارد.
| Moseley | عرض جغرافیایی | طول جغرافیایی | قطر          |
| ------- | ------------- | ------------- | ------------ |
| C       | ۲۲.۳° N       | ۸۸.۵° W       | ۱۸.۰ کیلومتر |
| D       | ۲۲.۹° N       | ۸۷.۶° W       | ۱۷.۰ کیلومتر |